# Andromeda XXVIII
Andromeda XXVIII is het 28ste dwergsterrenstelsel dat ontdekt werd in de buurt van de Andromedanevel.
Het werd op 2 september 2011 door Eric F. Bell1, Colin T. Slater en Nicolas F. Martin gepresenteerd in de Astrophysical Journal. Het werd ontdekt door gebruik te maken van Sloan Digital Sky Survey Data Release 8. Het is waarschijnlijk een satelliet van de Andromedanevel en zou dan een van de satellieten met de grootste omloopbaan van Andromeda zijn. Dit zou ons informatie kunnen geven over hoe een satellietstelsel eruitziet voor dit te dicht bij een groot melkwegstelsel komt.